# Getting Away with Murder (film)
Getting Away with Murder is een Amerikaans-Engelse komedie uit 1996, geregisseerd en geschreven door Harvey Miller en geproduceerd door Penny Marshall en Frank Price. De hoofdrollen worden vertolkt door Dan Aykroyd, Lily Tomlin en Jack Lemmon.

## Verhaal
Jack Lambert (Dan Aykroyd) ontdekt dat hij naast de Duitse nazi-commandant Max Mueller (Jack Lemmon) woont. Hij besluit de wereld te beschermen tegen deze man en dus vermoordt hij hem. Dat doet hij zo goed, dat niemand weet dat hij het heeft gedaan. Totdat hij trouwt met Max' dochter Inga Müller (Lily Tomlin) en zij achter de waarheid komt.

## Rolbezetting
| Acteur            | Personage                |
| ----------------- | ------------------------ |
| Dan Aykroyd       | Jack Lambert             |
| Lily Tomlin       | Inga Mueller             |
| Jack Lemmon       | Max Mueller / Karl Luger |
| Bonnie Hunt       | Dr. Gail Holland         |
| Brian Kerwin      | Marty Lambert            |
| Jerry Adler       | Rechter                  |
| Andy Romano       | Psychiater               |
| Robert Fields     | Sergeant Roarke          |
| J.C. Quinn        | Detective Stanley        |
| Susan Forristal   | Serveerster Patti        |
| Marissa Chibas    | Liz Lambert              |
| Jon Korkes        | Lab Professor            |
| Kathleen Marshall | Student #1               |
| Jacqueline Klein  | Student #2               |
| Alex Appel        | Student #3               |
| Jillian Hirasawa  | Student #4               |
| Rino Romano       | Student #5               |
| Jack Jessup       | Oude man                 |
| Judy Sinclair     | Oude vrouw               |
| Dave Nichols      | Advocaat Brownell        |
| Damon D'Oliveira  | Verkoper                 |
| Wayne Robson      | Barman                   |
| Richard Blackburn | Nazi-volgeling #1        |
| Thomas Mitchell   | Nazi-volgeling #2        |